# Neopealius rubi
Neopealius rubi là một loài côn trùng cánh nửa trong họ Aleyrodidae, phân họ Aleyrodinae.
Neopealius rubi được Takahashi miêu tả khoa học đầu tiên năm 1954.